# Atmosphère normalisée
Pour les articles homonymes, voir Atmosphère.

Atmosphère standard ISA.

L’atmosphère normalisée est un système de mesure qui définit des température et pression normales (TPN), permettant de s'affranchir des variations de ces deux paramètres selon le lieu et le temps considérés.
Ici, le terme « normal » renvoie à « norme » (valeur arbitraire de référence acceptée par consensus), et non pas à « habituel ».
Ainsi au niveau de la mer, l'air est « normalement » à 15 °C et à 1 013,25 hPa.
En chimie, la température et la pression normales (TPN) sont 0 °C ou 273,15 K et 1 013,25 hPa, le volume molaire de n’importe quel gaz étant alors évalué à 22,4 l/mol (hypothèse de gaz parfait). À 25 °C ou 298 K et à une pression de 1 013,25 hPa, des conditions dites à température ambiante et pression normale (TAPN), ce volume molaire est évalué à 24,5 l/mol.
Mais la température et la pression de l'atmosphère varient en fonction de la position sur le globe, de l'altitude et du moment (saison, heure de la journée, conditions locales de météorologie, etc.). Les valeurs dites « normales » de pression et de température sont définies en fonction de l'altitude. Ces valeurs ont une grande importance dans de nombreux procédés chimiques et physiques, notamment en ce qui concerne les mesures.

## Atmosphères normalisées
Lorsque l'on s'intéresse à des variations notables d'altitude, il faut définir des valeurs normalisées selon l'altitude ; ce sont les atmosphères normalisées.
L'atmosphère terrestre est soumise à de nombreuses variations de température et de pression. Les valeurs varient en fonction du moment et de la position sur le globe de manière extrêmement complexe (en raison de nombreux paramètres, comme le relief, l'ensoleillement, l'humidité, les vents, la température des courants marins, etc.), c'est pourquoi l'on définit des valeurs typiques de référence qui ne dépendent que de l'altitude.
De manière globale :
- il s'établit un gradient thermique entre le sol, dont la température est gouvernée par la géothermie, et l'ensoleillement (effet de corps noir, effet de serre, effet albédo), et l'espace ;
- il s'établit un gradient de pression : la pression est créée par le poids de l'air situé au-dessus du lieu considéré ; il faut prendre en compte la compressibilité de l'air ainsi que la variation de la gravité avec l'altitude.

À faible altitude, la pression atmosphérique baisse de 1 hPa chaque fois que l'on s'élève de 8 mètres, et la température baisse d'environ 1 °C chaque fois que l'on s'élève de 150 m (valeur ISA : perte de 6,5 °C par kilomètre, soit 1 °C pour 154 m ou 505 pieds).

### Atmosphère standard
L'atmosphère standard dite « ISA » (International Standard Atmosphere) est un modèle atmosphérique décrivant les variations de pression, de température, de densité et de viscosité pour un large éventail d'altitudes. Il se compose d'une table de valeurs à différentes altitudes et de quelques formules qui ont permis le calcul de ces valeurs. L'organisation internationale de normalisation (ISO pour International Organization for Standardization) publie l'atmosphère type internationale (ISA) comme norme, ISO 2533:1975. D'autres organismes de normalisation, comme l'organisation de l'aviation civile internationale et le gouvernement des États-Unis, publient, sous leur propre autorité, des prolongements ou des sous-ensembles de normes pour le même modèle atmosphérique.

#### Description
Le modèle ISA divise l'atmosphère en différentes couches avec une distribution linéaire de la température. Les autres valeurs sont calculées à partir des constantes physiques fondamentales et dérivées. Par exemple, au niveau de la mer la norme donne une pression de 1 013,25 hPa (hectopascal), une température de 15 °C et un gradient thermique adiabatique de −6,5 °C/km. On peut lire ensuite sur la table qu'à 11 km d'altitude la pression a chuté à 226,32 hPa et la température à −56 °C. Entre 11 km et 20 km, la température reste constante,.
| Couche | Nom de la couche | Hauteur de la base géopotentielle h (en km) | Hauteur de la base géométrique z (en km) | Gradient thermique adiabatique (en ℃/km) | Température à la base T (en ℃) | Pression atmosphérique à la base p (en Pa) |
| ------ | ---------------- | ------------------------------------------- | ---------------------------------------- | ---------------------------------------- | ------------------------------ | ------------------------------------------ |
| 0      | Troposphère      | 0                                           | 0                                        | −6,5                                     | +15,0                          | 101 325                                    |
| 1      | Tropopause       | 11                                          | 11,019                                   | +0,0                                     | −56,5                          | 22 632                                     |
| 2      | Stratosphère     | 20                                          | 20,063                                   | +1,0                                     | −56,5                          | 5 474,9                                    |
| 3      | Stratosphère     | 32                                          | 32,162                                   | +2,8                                     | −44,5                          | 868,02                                     |
| 4      | Stratopause      | 47                                          | 47,350                                   | +0,0                                     | −2,5                           | 110,91                                     |
| 5      | Mésosphère       | 51                                          | 51,413                                   | −2,8                                     | −2,5                           | 66,939                                     |
| 6      | Mésosphère       | 71                                          | 71,802                                   | −2,0                                     | −58,5                          | 3,956 4                                    |
| 7      | Mésopause        | 84,852                                      | 86                                       | —                                        | −86,2                          | 0,373 4                                    |

Dans ce tableau, la hauteur géopotentielle est calculée à partir d'un modèle mathématique dans lequel l'accélération de la pesanteur varie en fonction de l'altitude (la pesanteur suit une loi de l'inverse des carrés car l'interaction gravitationnelle entre deux corps est inversement proportionnelle au carré de la distance les séparant). La hauteur géométrique quant à elle est la distance verticale séparant l'objet en question du niveau moyen de la mer.
Le modèle ISA est basé sur des conditions moyennes à une altitude moyenne tel que déterminé par le comité technique ISO TC 20/SC 6. Il y a eu plusieurs révisions depuis le milieu du XXe siècle.

### Atmosphère type OACI
L'Organisation de l'aviation civile internationale (OACI) définit l'« atmosphère type OACI ». C'est le même modèle que l'ISA, mais il couvre les altitudes jusqu'à 80 km (262 500 ft). De plus, l'atmosphère type OACI ne prend pas en compte la vapeur d'eau. Incidemment, il est important de noter que c'est cette atmosphère OACI qui sert à l'étalonnage de tous les altimètres des avions volant dans le monde. Un avion qui vole à "altitude constante" vole en fait à "pression atmosphérique constante" (il suit une isobare) et non une parallèle au sol.
Les valeurs au niveau de la mer sont de 1 013,25 hPa pour la pression atmosphérique, de 15 °C pour la température et de 0 % pour l'humidité. Ces valeurs sont utilisées pour calculer diverses caractéristiques de performance aéronautique, telles que l'endurance, le rayon d'action, la vitesse aérienne et la consommation de carburant. Pour se reporter à une altitude barométrique autre que le niveau de la mer, la température est ajustée selon le gradient thermique adiabatique prescrit (qui est de −6,5 °C/km pour les premiers 11 km).
En ce qui concerne l'aéronautique :
- au niveau de la mer, l'air est à 15 °C et à 1 013,25 hPa ;

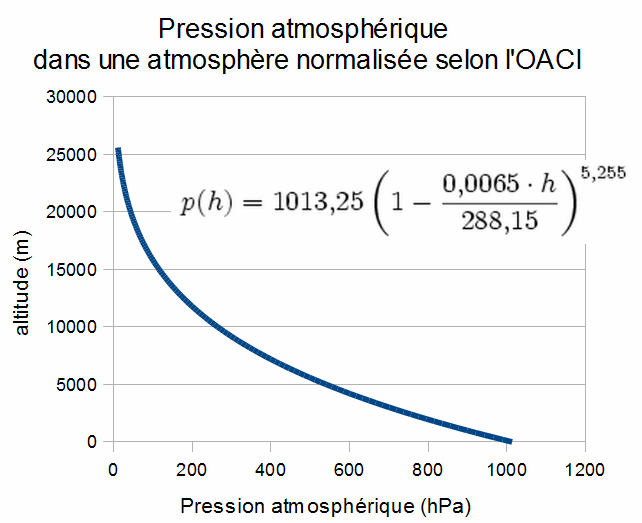

- la troposphère s'étend de 0 à 11 km ; la température décroît linéairement de 6,5 °C par km, elle a donc une température de −56,5 °C à la tropopause.

La pression en altitude est fonction de la pression au niveau de la mer {\displaystyle (P_{\text{niv. de la mer}})} en hPa et de l'altitude {\displaystyle ({\text{alti}})} en m :
{\displaystyle P_{\text{alti}}=P_{\text{niv. de la mer}}\;\left(1-{\frac {0{,}0065\cdot {\text{alti}}}{288,15}}\right)^{5{,}255}}
- à la tropopause et à la basse stratosphère, entre 11 et 20 km d'altitude, la température est constante et vaut −56,5 °C ;
- dans la moyenne stratosphère, entre 20 et 32 km, l'air se réchauffe linéairement de +1 °C par km, sa température atteint donc −44,5 °C à 32 km d'altitude.

Pour la météorologie, on extrapole ce modèle pour des altitudes plus élevées :
- dans la haute stratosphère, entre 32 et 47 km d'altitude, la température croît linéairement de +2,8 °C par km, atteignant −2,5 °C à 47 km ;
- dans la stratopause, de 47  à   51 km, la température reste constante à −2,5 °C.

Pour l'aéronomie, on étend ce modèle jusqu'à la mésopause, à 85 km d'altitude : la température décroît linéairement et atteint −90 °C à cette altitude.

#### Tableau de valeurs
On obtient les valeurs suivantes :
| altitude (m) | pression (hPa) | température (℃) |
| ------------ | -------------- | --------------- |
| 10 000       | 265            | −50,0           |
| 9 000        | 307            | −43,5           |
| 8 000        | 357            | −37,0           |
| 7 000        | 411            | −30,5           |
| 6 000        | 471            | −24,0           |
| 5 000        | 541            | −17,5           |
| 4 000        | 617            | −11,0           |
| 3 500        | 658            | −7,8            |
| 3 000        | 700            | −4,5            |
| 2 500        | 746            | −1,3            |
| 2 000        | 794            | 2,0             |
| 1 500        | 845            | 5,3             |
| 1 000        | 900            | 8,5             |
| 500          | 955            | 11,8            |
| 0            | 1013           | 15,0            |

| altitude (km) | pression (hPa) | température (℃) |
| ------------- | -------------- | --------------- |
| 50            | 0,9            | +1              |
| 40            | 3              | -5              |
| 30            | 11             | -38             |
| 20            | 55             | -46             |
| 15            | 119            | −56,5           |
| 14            | 141            | −56,5           |
| 13            | 165            | −56,5           |
| 12            | 194            | −56,5           |
| 11            | 227            | −56,5           |

| altitude (km) | pression (hPa) | température (℃) |
| ------------- | -------------- | --------------- |
| 500           | 1,1 × 10−8     | −97,7           |
| 400           | 4,4 × 10−8     | −97,3           |
| 300           | 2,0 × 10−7     | −95,3           |
| 200           | 1,3 × 10−6     | −82,2           |
| 100           | 1 × 10−4       | −64             |
| 60            | 2,5 × 10−1     | −20             |

### AtmosphèreArmy Standard Metro
L'atmosphère Army Standard Metro, utilisée en balistique, définit les conditions au niveau de la mer comme étant 29,527 5 in Hg (749,998 5 mmHg) de pression (999,916 hPa), 59 °F (15 °C), et 78 % d'humidité.

## Différentes atmosphères standard

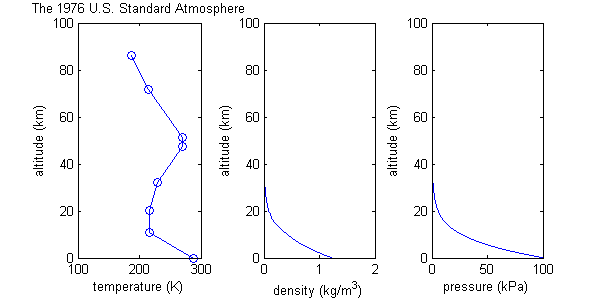
Atmosphère américaine normale.

- L'atmosphère américaine normale (U.S. Standard Atmosphere) est un modèle qui définit les valeurs de la température atmosphérique, de la pression et d'autres propriétés, pour un large éventail d'altitudes. Le premier modèle, basé sur des normes internationales existantes, a été publié en 1958 par le Comité américain pour l'extension des normes atmosphériques (U.S. Committee on Extension to the Standard Atmosphere)[7] et fut mis à jour en 1962[8], 1966[9], et 1976[10].
- Les modèles proposés par l'atmosphère américaine normale, l'atmosphère type OACI et l'organisation météorologique mondiale sont les mêmes que celui de l'ISA pour les altitudes jusqu'à 32 km[11],[12]
- NRLMSISE-00 est un modèle global empirique de l'atmosphère terrestre, du sol jusque dans l'espace. Il rend compte de la température et de la densité des composants atmosphériques. Primitivement, ce modèle a été utilisé comme aide à la prévision de la dégénérescence des satellites par la traînée atmosphérique.
- Le modèle GRAM (Global Reference Atmospheric Model) de la NASA[13] qui est également disponible pour d'autres atmosphères planétaires.